# Aristide Antonas
Aristide Antonas (* 1963 in Athen) ist ein griechischer Architekt, Philosoph und Autor. Er ist  Professor für Architekturtheorie und -design an der Volos School of Architecture der Universität Thessalien.

## Leben und Werk
Aristide Antonas wurde in eine Architektenfamilie hineingeboren. Seine Eltern sind die Architekten Suzana und Dimitris Antonakakis, beide Vertreter des Kritischen Regionalismus.
Er studierte Architektur an der Nationalen Technischen Universität Athen und promovierte 1993 im Fach Philosophie an der Universität Paris-Nanterre mit einer Arbeit zu Jan Patočkas Phänomenologie, die er einer mit Jacques Derridas Denken einer dekonstruktivistischen Analyse unterzog.
Er ist seit 2012 Professor für Architekturdesign und -theorie an der Universität Thessalien. Antonas war Gastprofessor u. a. an der Freien Universität Berlin und an der renommierten The Bartlett School of Architecture in London. Er hielt Vorträge an zahlreichen Universitäten im In- und Ausland.
Antonas entwickelt innovative architektonische Projekte, die einen philosophischen und utopischen Gehalt besitzen. Außerdem ist Antonas Verfasser von mehreren Essays und zweier Theaterstücke, die schon in Theatern in Griechenland, Frankreich, Schweden und Portugal aufgeführt wurden. Spekulative Projekte im Urbanen als auch im Landschaftlichen und Gedankenexperimente stehen im Mittelpunkt seiner Arbeit, die von poststrukturalistischen und dekonstruktiven Philosophien beeinflusst sind. Er selbst war als Kurator und als Künstler mit seinen Werken auf zahlreichen Ausstellungen und Biennalen (u. a. Landscape Biennial of Barcelona, Istanbul Design Biennale, Architekturbiennale Venedig, Architekturbiennale Sáo Paolo) vertreten. Antonas zeigte die Werke The Strukture of Revenge und Empty University auf der documenta 14.
Antonas betreibt daneben das Architekturbüro Antonas Office mit Standorten in Athen und Berlin.

## Ausgewählte Veröffentlichungen
- (2015): Das Serienbett und The Unhomely Bed, in: Meyer, Hannes (Hrsg.): Co-op Interieur. Leipzig: Spector Books. ISBN 978-3-95905-045-6.
- (2015): The Construction of Southern Ruins, or Instructions for Dealing with Debt, in: South as a State of Mind, documenta magazine: South as a State of Mind, Fall/Winter 2015.
- (2016): Archipelago of Protocols. Barcelona: DPR. ISBN 978-84-942414-2-0.
- (2016): Der Name des Magens, in: Agridopoulos, Aristotelis/Papagiannopoulos, Ilias (Hrsg.): Griechenland im europäischen Kontext. Krise und Krisendiskurse, Wiesbaden: Springer VS, ISBN 978-3-658-07239-1, S. 299–318.